# بيوفري (باد كاليه)
بيوفري، باد كاليه (بالفرنسية: Beuvry)‏ هي بلدية تقع في إقليم باد كاليه من منطقة نور با دو كاليه في شمال فرنسا. تبلغ مساحة هذه المدينة 16.85 (كم²)، وترتفع عن سطح البحر 32 م، يبلغ عدد سكانها 8856 نسمة حسب إحصاء المعهد الوطني للإحصاء والدراسات الاقتصادية سنة 2009 م. وترأس Nadine Lefebvre البلدية خلال فترة (2008-2014).